# Trigona permodica
Trigona permodica är en biart som beskrevs av Almeida 1992. Trigona permodica ingår i släktet Trigona och familjen långtungebin. Inga underarter finns listade i Catalogue of Life.